# O Pai Tirano (minissérie)
O Pai Tirano é uma minissérie de televisão de origem portuguesa, do género comédia criada por Patrícia Müller e Miguel Viterbo para a plataforma OPTO. Composta por 3 episódios, estreou a 16 de dezembro e terminou a 30 de dezembro de 2022. Trata-se da versão minissérie derivada do remake do filme de 1941 com o mesmo nome, onde acompanha a história de uma companhia de teatro, de homens e mulheres apaixonados e de enganos e mal-entendidos. A minissérie apresenta José Raposo, Miguel Raposo, Carolina Loureiro e Jessica Athayde no elenco principal.
A estreia da versão em filme ocorreu a 21 de julho de 2022.

## Sinopse
Este remake do filme de 1941 conta a história de uma companhia de teatro, de homens e mulheres apaixonados e de enganos e mal-entendidos.
Chico ama Tatão, que é cortejada por Artur. Graça ama Chico mas não sabe que ele ama Tatão. Santana escreve uma peça para os Grandelinhas que servirá de guião à paixão de Chico e convencerá Tatão de que ele é um rico conde. A peça é depois encenada e acabam todos na prisão.
Esta nova versão do enredo é cheia de humor, previsões futuristas, imagens de Lisboa e Portugal da época e alegre música.

## Elenco

### Elenco principal
| Ator/Atriz        | Personagem             |
| ----------------- | ---------------------- |
| José Raposo       | Santana                |
| Miguel Raposo     | Francisco «Chico»      |
| Carolina Loureiro | Maria Graça «Gracinha» |
| Jessica Athayde   | Tatão                  |

### Elenco recorrente
| Ator/Atriz            | Personagem |
| --------------------- | ---------- |
| Cleia Almeida         | Laura      |
| Diogo Amaral          | Artur      |
| Diogo Valsassina      | Pinto      |
| Igor Regalla          | Lopes      |
| João Craveiro         | Machado    |
| Jorge Mourato         | Cirilloff  |
| Liliana Santos        | Maria      |
| Marcantonio Del Carlo | Seixas     |
| Mafalda Vilhena       | Cândida    |
| Rita Loureiro         | Emilia     |
| Rita Poças            | —          |
| Rui Luís Brás         | Prata      |
| Susana Blazer         | —          |

### Com a participação de
| Ator/Atriz  | Personagem |
| ----------- | ---------- |
| Rita Blanco | Teresa     |

## Produção
Em junho de 2021, foi revelado que após a estreia do filme estaria inicialmente prevista uma versão em minissérie para estrear na SIC em 2022, acabando por ser decidido mais tarde lançar a minissérie na OPTO, plataforma de streaming do canal. Com três episódios, a história conta com mais 50 minutos de história que o filme.

## Exibição
Anunciadas as novidades na programação da SIC na Páscoa de 2023, foi revelado que os 3 episódios da minissérie iriam ser lançados em sinal aberto na SIC a 8 de abril.

## Episódios
| N.º | Título       | Realização por | Escrito por                      | Exibição original      | Exibição na SIC    | Audiência na SIC (milhões) |
| --- | ------------ | -------------- | -------------------------------- | ---------------------- | ------------------ | -------------------------- |
| 1 | "Episódio 1" | João Gomes     | Patrícia Müller e Miguel Viterbo | 16 de dezembro de 2022 | 8 de abril de 2023 | ASD                        |
| Santana tenta escrever a peça de teatro “O Pai Tirano” que os Grandelinhas, o grupo de teatro amador, irão levar a cena nos armazéns Grandella, mas está com um bloqueio criativo. |              |                |                                  |                        |                    |                            |
| 2 | "Episódio 2" | João Gomes     | Patrícia Müller e Miguel Viterbo | 23 de dezembro de 2022 | 8 de abril de 2023 | ASD                        |
| Os Grandelinhas tentam ensaiar, mas não conseguem e Santana enerva-se. Tatão confessa a Chico que sabe da realidade: ele é conde e abastado.                                       |              |                |                                  |                        |                    |                            |
| 3 | "Episódio 3" | João Gomes     | Patrícia Müller e Miguel Viterbo | 30 de dezembro de 2022 | 8 de abril de 2023 | ASD                        |
| Aproxima-se o grande dia de estreia da peça dos Grandelinhas. |              |                |                                  |                        |                    |                            |